# Blizard

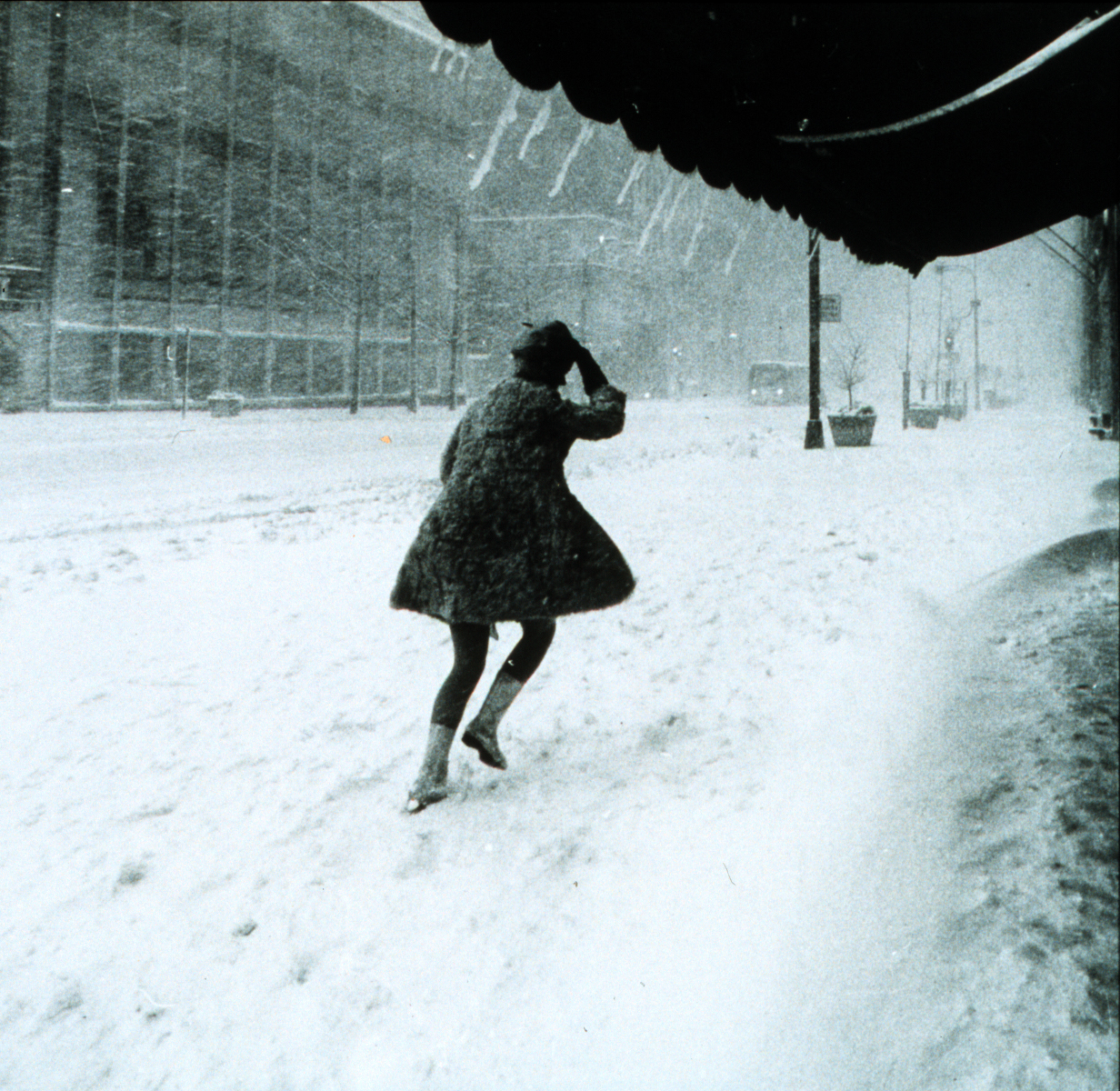
blizard v New Yorku

Blizard je označení pro silný, suchý vítr, který je zároveň i velmi studený. Ve většině případů je doprovázen silným sněžením, či poryvy větru zvedají sněhovou masu a tlačí ji s sebou. Jeho rychlost se pohybuje přes 15 m/s. Teplota při blizardu klesá často hluboko pod bod mrazu. Pocitová teplota pod −30 °C není neobvyklá. Vítr vane z moře na pevninu.
Jsou typické pro Severní Ameriku, kde se objevují převážně v zimě, při severozápadním proudění v týlu cyklóny.
Při blizardu napadne v mnoha případech až 5 nebo 6 metrů nového sněhu. Pokud je zasažena nějaká oblast, dokáže blizard zavát i celou vesnici během několika málo hodin.